# Rationella tal
Rationella tal är inom matematiken tal som kan skrivas som en kvot (ett bråk) av två heltal:
{\displaystyle {\frac {T}{N}}}
där heltalet T är bråkets täljare och heltalet N bråkets nämnare.
Mängden av rationella tal betecknas vanligtvis med Q eller ℚ (från engelskans quotient).
Ett alternativt sätt att uppfatta denna mängd är som mängden av alla lösningar (x)
till ekvationer ax - b = 0, där a och b är heltal och a är nollskilt.

## Räkneregler
Om elementen i mängden ℚ ses som lösningar till ekvationen ax - b = 0, går det att härleda räkneregler för bråktal.
- {\displaystyle {b \over 1}=b}

Bråket b/1 löser ekvationen 1x - b = 0, det vill säga x = b. Eftersom ekvationen endast har en lösning, måste talen b/1 och b vara lika, det vill säga b/1 = b.
- {\displaystyle {n\cdot b \over n\cdot a}={b \over a},\quad n\neq 0}

Låt n vara ett nollskilt heltal. Bråket (nb)/(na) är en lösning till ekvationen (na)x - (nb) = 0. Genom att bryta ut den gemensamma faktorn n, kan ekvationen omformas till n(ax - b) = 0. Den enda möjligheten för denna ekvation att vara sann är om ax - b = 0, eftersom heltalet n är nollskilt. Men detta innebär att talet x – som ju var bråket (nb)/(na) – är lika med bråket b/a:
{\displaystyle {\frac {n\cdot b}{n\cdot a}}={\frac {b}{a}}}
- {\displaystyle {b \over a}+{d \over c}={bc+ad \over ac},\quad a\neq 0,\,c\neq 0.}

Bråket b/a är en lösning till ekvationen ax - b = 0, och bråket d/c är en lösning till ekvationen cy - d = 0. Det skall visas att talet x + y är en lösning till ekvationen (ac)z - (bc + ad) = 0, eftersom denna ekvation har en lösning som är bråket (bc + ad)/ac.
För att göra detta multipliceras x-ekvationen med heltalet c och y-ekvationen med heltalet a och de två erhållna ekvationerna adderas: (acx - bc) + (acy - ad) = 0. Denna nya ekvation omformas genom utbrytning av den gemensamma faktorn ac, vilket ger den sökta ekvationen ac(x + y) - (bc + ad) = 0.

## Egenskaper
- Sedd som en delmängd av de reella talen utgör de rationella talen en så kallad tät mängd; Detta innebär att det alltid finns ett annat rationellt tal mellan två rationella tal, och att varje reellt tal kan approximeras godtyckligt väl med ett rationellt tal.
- De rationella talen utgör vad som kallas en uppräknelig mängd, vilket innebär att det i viss mening finns lika många rationella tal som det finns heltal. Detta kan tyckas vara motsägelsefullt, eftersom mängden av alla heltal är en äkta delmängd av ℚ; Detta följer av den första räkneregeln för bråktal som vi härledde ovan: b/1 = b där b är ett heltal.
- Det faktum att man kan koppla samman varje rationellt tal med ett unikt heltal, och vice versa, gör att kardinaltalet för ℚ är lika med kardinaltalet för ℤ (mängden av alla heltal). På matematiskt språk säger man att det existerar en bijektiv avbildning mellan mängderna ℚ och ℤ.[1]

### Fotnoter
1. 1 2  ”1.1 Olika typer av tal”. Arkiverad från originalet den 29 september 2013. https://web.archive.org/web/20130929145554/http://wiki.math.se/wikis/sommarmatte1/index.php/1.1_Olika_typer_av_tal. Läst 14 oktober 2013.
2. ↑  Rosen, Kenneth (2007). Discrete Mathematics and its Applications (6th). New York, NY: McGraw-Hill. sid. 105,158-160. ISBN 978-0-07-288008-3
3. ↑  ”Talområden och funktioner”. Arkiverad från originalet den 21 augusti 2019. https://web.archive.org/web/20190821031031/http://web.abo.fi/fak/mnf/mate/kurser/gkanalys/GKAkapitel1.pdf. Läst 14 oktober 2013.  PDF